# هشر (فیلم)
هشر (انگلیسی: Hesher) یک فیلم در ژانر درام به کارگردانی اسپنسر ساسر است که در سال ۲۰۱۰ منتشر شد.

## بازیگران
- جوزف گوردون لویت
- رین ویلسون
- ناتالی پورتمن
- پایپر لوری
- جان کارول لینچ
- آدری واسیلوسکی